# País Global de Paz Mundial

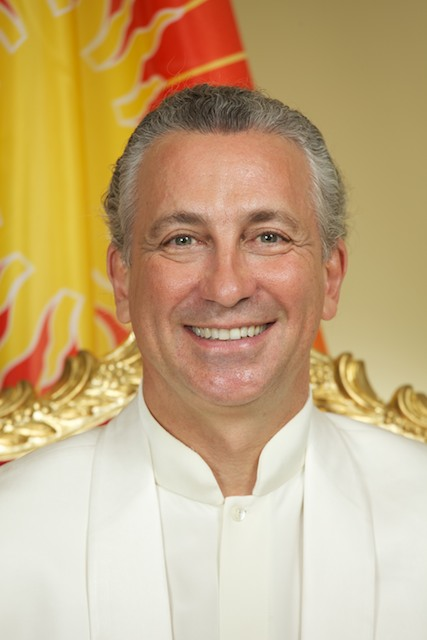
Líder del movimiento de Meditación Trascendental, Dr. Tony Nader.

País Global de la Paz Mundial es una secta con sede en Holanda, aunque originaria de India, considerada por algunos una micronación. Fue fundada por Maharishi, el gurú de la Meditación Trascendental el 7 de octubre del año 2000 en India, aunque su estructura se encuentra domiciliada en Holanda. La secta se organiza en la forma de un reino soberano, del cual Maharishi fue el primer rey absoluto, aunque antes de morir nombró como sucesor al neurólogo Tony Nader como monarca del reino.
La secta utiliza su propia moneda, llamada raam, y asegura desear ser una nación paternal y guía espiritual entre las naciones del mundo. Ha intentado, sin éxito, lograr independencia y reconocimiento.
La secta intentó independizar el área de Talamanca en Costa Rica, particularmente las reservas indígenas y zonas fronterizas y selváticas, donde nombraron como rey y soberano al chamán y curandero indígena Lizandro Méndez, a quien coronaron en un hotel de la zona. Lograron convencer a muchos residentes de apoyar la independización de la región mediante la inversión de dinero. El “ministro de finanzas” Benjamín Friedman depositó cerca de 4 millones de dólares en la cuenta de Méndez para “obras sociales” y capital operativo del reino, aunque sería solo el primer desembolso de los 100.000.000 de dólares que estaban destinados al nuevo país. No obstante tanto las autoridades indígenas como el ministerio de Seguridad y la administración del entonces presidente Abel Pacheco impidieron el proceso y expulsaron del país a los extranjeros. Cabe destacar que, aunque Méndez podía ser un chamán indígena legítimo de la casta awak y ostentaba el título de Epe (jefe de los awak), la casta monárquica de los pueblos bribri (llamada blu) está extinta y no quedan descendientes vivos de los antiguos caciques, por lo que Méndez no podía ser designado “rey”.

## Web oficial
- Global Country of World Peace